# Maria Takagi
Maria Takagi (en japonés: 高樹マリア; romanizado: Takagi Maria) (Prefectura de Chiba, 25 de octubre de 1978) es una actriz, AV Idol y gravure idol japonesa.

## Vida y carrera

### Gravure idol
Natural de la prefectura de Chiba, donde nació en octubre de 1978, comenzó en la industria del entretenimiento usando el nombre artístico de Yukiko Hara (原由 紀 子) y siendo gravure idol. Lanzó un álbum fotográfico de huecograbado titulado Nishi-Shinjuku Love Story en junio de 1998. Dos meses después hizo una breve aparición en la película Yoi Yume Yakei, una historia de amor dirigida por el director de cine pinky violence Shuji Kataoka. En noviembre de 1998, ahora bajo el nombre de Rika Inoue (いのうえ梨花), posó para la revista masculina Urecco, y como Maria Takagi publicó un álbum de fotos de desnudos titulado Blue en diciembre de 2000. Al año siguiente, protagonizó la fantasía erótica Mermaid Girl, escrita y dirigida por Kei Marimura. Takagi también tuvo un pequeño papel en el programa de televisión de la cadena KBS HATU Vampire Syndrome, dirigido por Naoyuki Tomomatsu y emitod el 5 de enero de 2002. Más tarde, ese mismo año, tuvo un papel en el drama erótico Yūrakuchō yakei, que se estrenó en Ikebukuro en el mes de septiembre.

### Carrera audiovisual
Takagi debutó como actriz de videos para adultos (AV Idol) con el lanzamiento de diciembre de 2002 Super-Star para el sello Calen de Max-A. En el momento de su debut, el columnista de AllAbout Hiroshi Asuka comentó sobre su reputación como actriz y su calidad de estrella para el futuro de la industria. Seis meses después, el mismo escritor la describió como una de las mejores actrices recientes en la industria. En octubre de 2003 se anunció que Takagi interpretaría a la "otra mujer" de un hombre casado en la serie dramática de Fuji TV Someone is next to you, pero que continuaría con su carrera AV.
A finales de 2003 Takagi fue la ganadora de cinco premios en los X City Grand Prix Awards, citando los premios a Mejor actriz y Mejor actriz revelación. En diciembre de ese año, Takagi celebró su primer aniversario con el estudio Max-A con el video Maria Perfect One Year!!. Su último video para adultos, Fin... Maria Takagi, fue lanzado en febrero de 2004 completando los 15 videos que originalmente había contratado con Max-A.

### Televisión y películas
La primera película de Takagi después de su retiro de videos para adultos fue la comedia romántica y de terror Ghost Shout, con Saori Takizawa, que fue mostrada por primera vez en los cines de Tokio en diciembre de 2004. Al año siguiente, además de realizar apariciones especiales en varios programas de televisión, Takagi apareció en dos películas de terror, el documental simulado Noroi, donde se interpretó a sí misma y la cinta Tokyo Zombie, basado en el manga homónimo y dirigido por Sakichi Sato.
Takagi era una habitual en el dorama de Tokai Keiyaku Kekkon, donde interpretaba a la femme fatale Keiko Tokumaru, así como en la serie de temática hospitalaria de Fuji TV Ns 'Aoi, interpretando el papel de la enfermera Nishi Tomoko de enero a marzo de 2006. En septiembre de 2007, interpretó a Kasumi en el dorama de TV Asahi Kuroi taiyō '07 Supesharu, una película especial de televisión basada en la serie televisiva homónima.
Apareció en la cuarta entrega de la saga de películas de misterio Onsen maruhi daisakusen, emitidas por TV Asahi. En junio de 2009, también protagonizó Ju-on: Black Ghost, parte de la larga serie de películas de terror japonesas Ju-on conocida en Estados Unidos como The Grudge. Tuvo un papel importante en la película de 2015 Shinda Me o Shita Shonen, un drama juvenil basado en el manga del mismo nombre de Tomohiro Koizumi.